# 勒梅尼勒西蒙 (卡尔瓦多斯省)
勒梅尼勒西蒙（法語：Le Mesnil-Simon，法語發音：[lə mɛnil simɔ̃] ⓘ）是法国卡尔瓦多斯省的一个市镇，属于利雪区。

## 地理
勒梅尼勒西蒙（49°5'29"N, 0°6'19"E）面积9.59 平方千米，位于法国诺曼底大区卡爾瓦多斯省，该省份为法国西北部沿海省份，北濒大西洋英吉利海峡，东北与滨海塞纳省以海上边界相接，东临厄尔省，南至奧恩省，西与芒什省接壤。
与勒梅尼勒西蒙接壤的市镇（或旧市镇、城区）包括：莱萨尔和勒谢讷、勒梅尼勒厄德、莱蒙索、圣旺马尔舍弗鲁瓦、梅济东瓦莱多日。

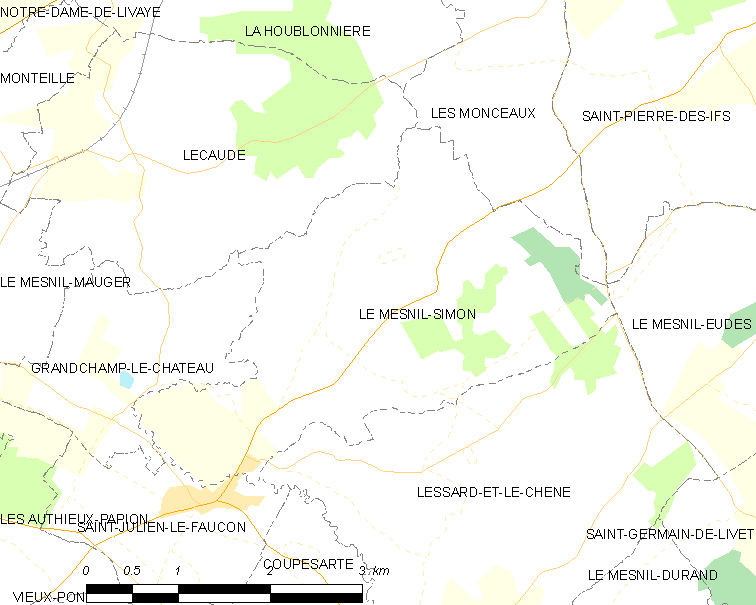
的OSM定位图

勒梅尼勒西蒙的时区为UTC+01:00、UTC+02:00（夏令时）。

## 行政
勒梅尼勒西蒙的邮政编码为14140，INSEE市镇编码为14425。

## 政治
勒梅尼勒西蒙所属的省级选区为梅济东瓦莱多日县。

## 人口

1962-2008年间人口变化图示

勒梅尼勒西蒙于2022年1月1日时的人口数量为157人。